# Dylan Cozens
Dylan Cozens, född 9 februari 2001 i Whitehorse i Yukon, är en kanadensisk professionell ishockeyforward som spelar för Buffalo Sabres i National Hockey League (NHL).
Han har tidigare spelat för Lethbridge Hurricanes i Western Hockey League (WHL).
Cozens draftades av Buffalo Sabres i första rundan i 2019 års draft som sjunde spelare totalt.

## Statistik
| 2013–2014  | Whitehorse Mustangs   |            | 12  | 8  | 5   | 13  | —   | —  | —  | —  | —  | —  |
| 2014–2015  | Whitehorse Mustangs   |            | 23  | 9  | 9   | 18  | 0   | —  | —  | —  | —  | —  |
| 2015–2016  | Delta Hockey Academy  |            | 25  | 19 | 12  | 31  | 18  | 3  | 5  | 1  | 6  | 0  |
|            | Cariboo Cougars       |            | 2   | 1  | 1   | 2   | 0   | —  | —  | —  | —  | —  |
| 2016–2017  | Yale Hockey Academy   |            | 30  | 27 | 30  | 57  | 40  | 3  | 2  | 2  | 4  | 0  |
|            | Lethbridge Hurricanes | WHL        | 3   | 1  | 0   | 1   | 0   | 12 | 3  | 5  | 8  | 0  |
| 2017–2018  | Lethbridge Hurricanes | WHL        | 57  | 22 | 31  | 53  | 20  | 16 | 7  | 6  | 13 | 14 |
| 2018–2019  | Lethbridge Hurricanes | WHL        | 68  | 34 | 50  | 84  | 30  | 7  | 4  | 4  | 8  | 2  |
| 2019–2020  | Lethbridge Hurricanes | WHL        | 51  | 38 | 47  | 85  | 38  | —  | —  | —  | —  | —  |
| 2020–2021  | Buffalo Sabres        | NHL        | 41  | 4  | 9   | 13  | 16  | —  | —  | —  | —  | —  |
| 2021–2022  | Buffalo Sabres        | NHL        | 79  | 13 | 25  | 38  | 55  | —  | —  | —  | —  | —  |
| 2022–2023  | Buffalo Sabres        | NHL        | 81  | 31 | 37  | 68  | 41  | —  | —  | —  | —  | —  |
| NHL totalt | NHL totalt            | NHL totalt | 201 | 48 | 71  | 119 | 112 | —  | —  | —  | —  | —  |
| WHL totalt | WHL totalt            | WHL totalt | 179 | 95 | 128 | 223 | 88  | 35 | 14 | 15 | 29 | 16 |

### Internationellt
| Källa: Uppdaterad: 2023-01-28 | Källa: Uppdaterad: 2023-01-28 | Källa: Uppdaterad: 2023-01-28 |         | Utv = Utvisningsminuter | Utv = Utvisningsminuter | Utv = Utvisningsminuter | Utv = Utvisningsminuter | Utv = Utvisningsminuter |
| År                            | Lag                           | Mästerskap                    | Matcher | Mål                     | Assists                 | Poäng                   | Utv                     |                         |
| ----------------------------- | ----------------------------- | ----------------------------- | ------- | ----------------------- | ----------------------- | ----------------------- | ----------------------- | ----------------------- |
| 2018                          | Kanada                        | Hlinka Gretzky                | 5       | 2                       | 3                       | 5                       | 0                       |                         |
| 2019                          | Kanada                        | U18-VM                        | 7       | 4                       | 5                       | 9                       | 4                       |                         |
| 2020                          | Kanada                        | JVM                           | 7       | 2                       | 7                       | 9                       | 4                       |                         |
| 2021                          | Kanada                        | JVM                           | 7       | 8                       | 8                       | 16                      | 6                       |                         |
| 2022                          | Kanada                        | VM                            | 10      | 7                       | 6                       | 13                      | 2                       |                         |
| Junior totalt                 | Junior totalt                 | Junior totalt                 | 26      | 16                      | 23                      | 39                      | 14                      |                         |
| Senior totalt                 | Senior totalt                 | Senior totalt                 | 10      | 7                       | 6                       | 13                      | 2                       |                         |